# Al-Arabijja
Al-Arabijja (arab. ‏العربية‎, ang. Al Arabiya) – saudyjska arabskojęzyczna stacja telewizyjna nadająca programy informacyjne. Założona w 2003 roku przez inwestorów związanych z Arabią Saudyjską. Miała stanowić odpowiedź na nieprzychylną Saudom stację Al-Dżazira, związaną z kolei z Katarem. Te dwie stacje uznawane są za największe arabskie kanały informacyjne.
W 2009 roku Barack Obama udzielił swojego pierwszego oficjalnego wywiadu właśnie stacji Al-Arabijja.